# Галай Ірина Олександрівна
Іри́на Олекса́ндрівна Гала́й (нар. 18 травня 1988, Мукачево, Закарпатська область) — українська альпіністка і політична діячка. Рекордсменка України, перша українка, що здійснила сходження на Еверест та К2.

## Життєпис
Народилася 18 травня 1988 року в місті Мукачево на Закарпатті. Закінчила київський Національний авіаційний університет, факультет комп'ютерних наук. Захопилася альпінізмом 2013 року.
2012—2020  р.р. — керівниця відділу маркетингу нафтової компанії «Альянс Ойл Трейдінг».
20 травня 2016 року здійснила сходження на Еверест з Віктором Бобком, стала рекордсменкою України, першою жінкою-українкою, яка піднялася на Еверест.
2018 року вирушила в експедицію на вершину Лхоцзе без кисневої маски, дійшла до висоти 8,300 м (гора — 8 516).
2021  рік — одна зі співавторів книги «Про що вона мовчить» видавництва Creative Women Publishing.
27 липня 2021 року Ірина стала першою українкою, яка піднялася на другу за висотою гору в світі — К2.

## Політика
Член партії «Команда Андрія Балоги». Депутатка Закарпатської обласної ради 8 скликання.

## Сходження
- Кіліманджаро (5 895 м) — Танзанія, 2014 рік
- Деналі (6 100 м) — США, 2016 рік
- Джомолунгма (8 848 м) — Непал, 20 травня 2016 року[7]
- Ельбрус (5 647 м) — Росія, 2017 рік
- Аконкагуа (6 980 м) — Аргентина, 2017, 2018[17]
- Охос-дель-Саладо (6 860 м) — Чилі, 2016 рік[18]
- Ушба (4 710 м) — Грузія 2017 рік[19]
- Демавенд (5 600 м) — Іран, 2018 рік[20]
- Лхоцзе (8 300 м) — Китай-Непал, 2018 рік[9]
- Матергорн (4 800 м) — Швейцарія-Італія, 2019 рік[21]
- Петрос (2 020 м) — Україна, 2020 рік
- Сивуля (1 837 м) — Україна, 2020 рік
- Говерла (2 061 м) — Україна, 2020 рік[22]
- Ама-Даблам (6 812 м) — Непал, 2021 рік.
- Чогорі (8 611 м) — Китай-Пакистан, 2021 рік.[23]
- Аннапурна (8 091 м) [24]

## Нагороди
- 2018 — «Жінка III тисячоліття».[25]